# Plzeň 2-Slovany
Plzeň 2-Slovany jsou městský obvod statutárního města Plzně rozkládající se v jihovýchodní části města na území přibližně vymezeném hlavním nádražím, řekou Radbuzou, řekou Úhlavou, hranicí s městským obvodem Plzeň 8-Černice, hranicí s okresem Plzeň-jih, hranicí s městským obvodem Plzeň 4 a řekou Úslavou.

## Historie

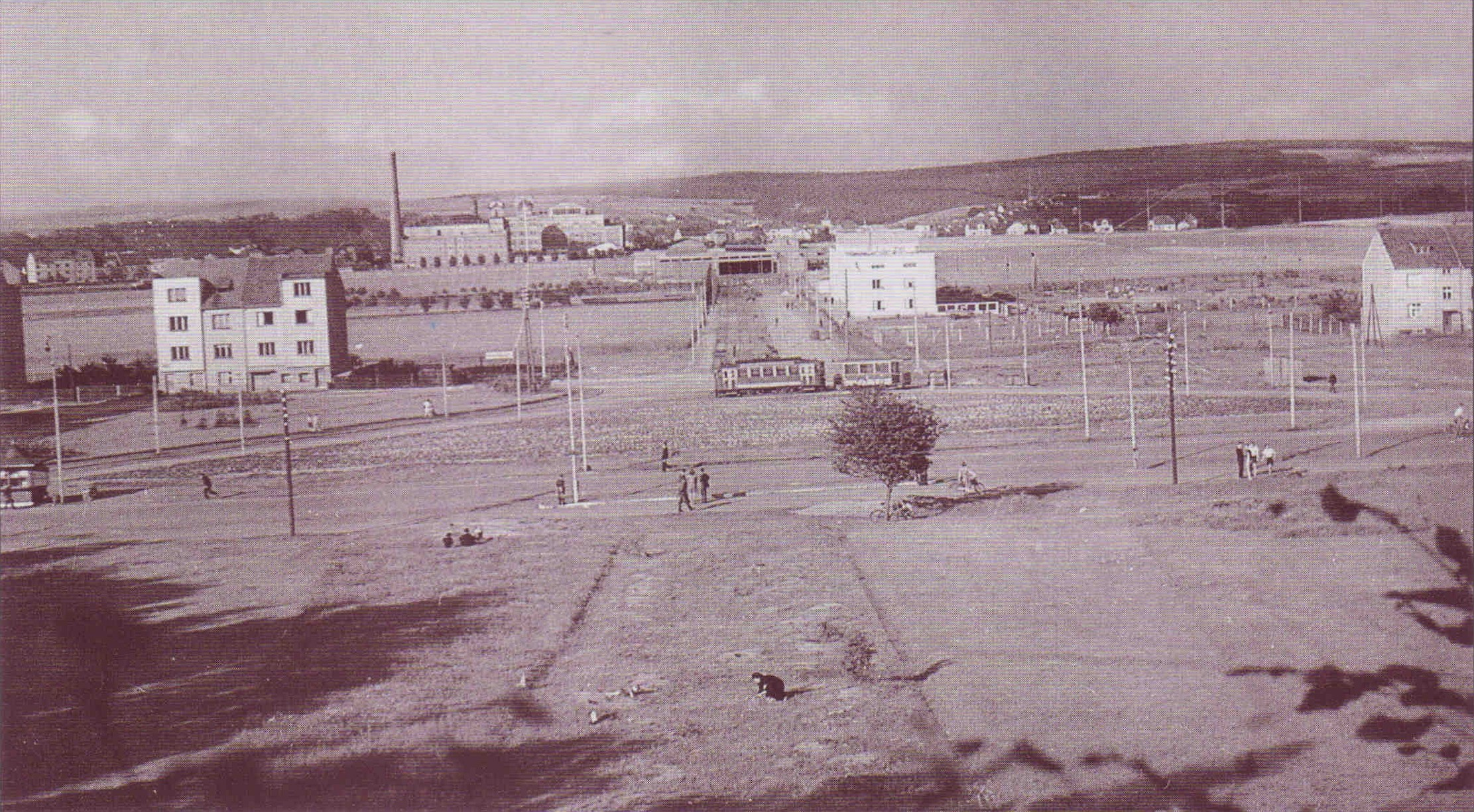
Plzeň, Slovany, konečná tramvají v roce 1941

Na Koterovské třídě bylo 21. června 1918 zastřeleno pět dětí maďarským vojskem v rámci rakouské hladové persekuce. Událost připomíná pamětní deska od O. Waltera st. na domě v Koterovské tř. 40 a žulové kruhové dlaždice.

## Současnost
Ve svých hranicích vznikl obvod po územní reorganizaci v roce 1964. Vzhled obvodu není příliš jednotný. Najdeme v něm jak staré činžáky, tak i vilové čtvrti, kolonie rodinných domků, panelová sídliště, ale také typicky vesnické domy (Koterov, Hradiště). Největší část obyvatel je koncentrována na Slovanech, které zahrnují jak činžáky na severu obvodu, tak i vilové čtvrti a panelové sídliště. Přirozeným centrem druhého obvodu je náměstí Milady Horákové, které má zároveň i velký dopravní význam pro celou Plzeň. Je zároveň křižovatkou významné a frekventované Nepomucké třídy, Malostranské ulice (spojka se čtvrtí Doudlevce na opačném břehu Radbuzy) a Slovanské aleje. Toto náměstí je také velmi důležitou zastávkou tras městské hromadné dopravy – je na něm ukončena významná tramvajová linka 1, zastávku tam má trolejbusová linka 13 a například také autobusová linka 30.

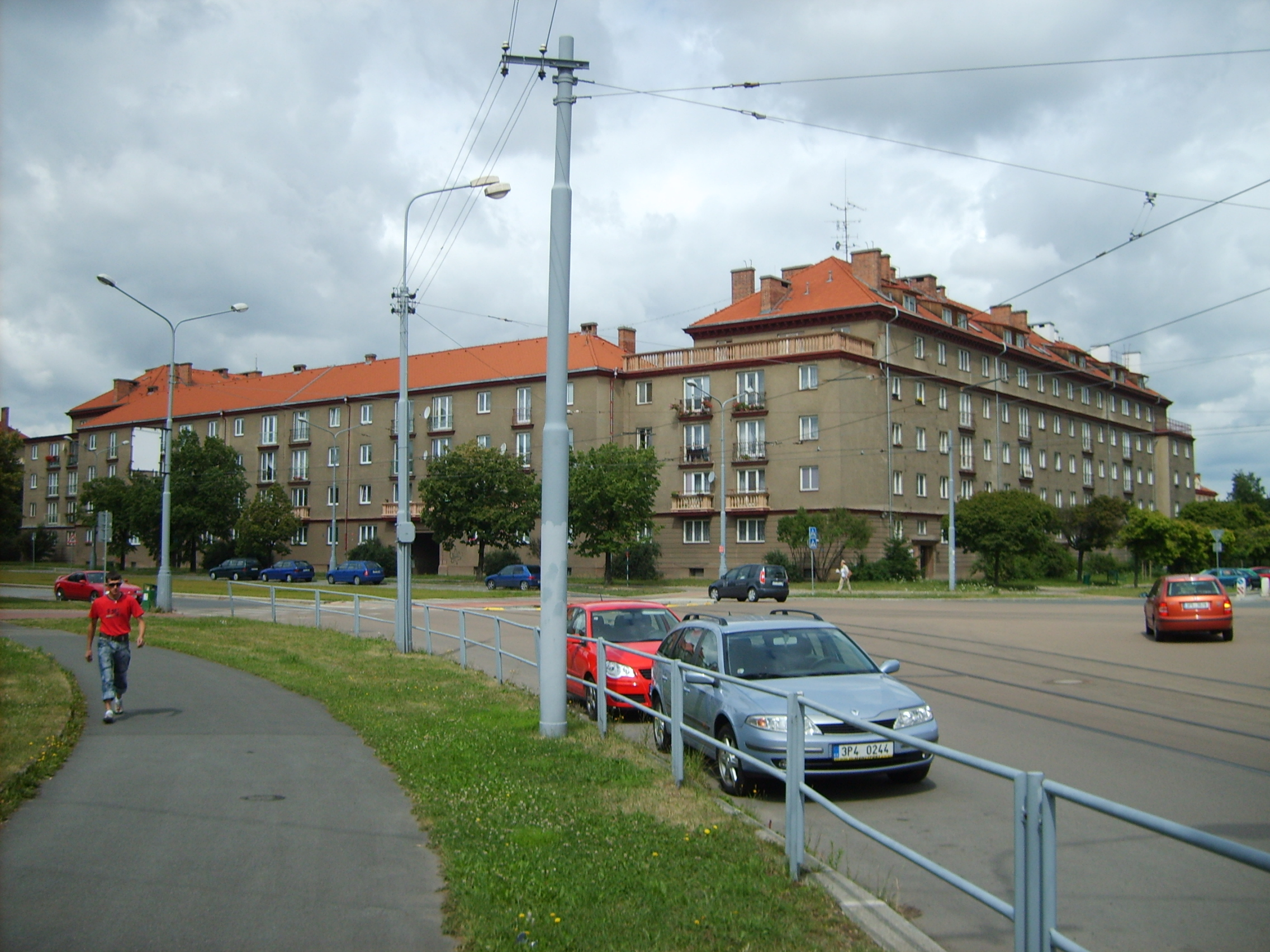
Typická zástavba z 50. let 20. století

Sídlo radnice se ale nachází na Koterovské třídě. Školství je v obvodu reprezentováno šesti základními školami, dvěma gymnázii a střední průmyslovou školou. Kromě radnice sídlí v obvodu i mnoho dalších důležitých úřadů, které ale neslouží obvodu. Jedná se zejména o krajskou správu Českého statistického úřadu a různé úřady důležité pro okres Plzeň-jih. Z hlediska nákupů je v obvodu větší množství supermarketů, ale žádný hypermarket (Černice). Z hlediska kulturního je důležitá pobočka Západočeského muzea. Památkově chráněné objekty najdeme spíše v periferních (vesnických) částech obvodu. Jedná se o zachovalou lidovou architekturu v Koterově a starém Božkově. Sport a rekreaci umožňuje např. stadion (Úslavská), Škoda sport park (Malostranská), krytý i venkovní bazén (Náměstí generála Píky) vybudovaný v letech 1978–1985 a v neposlední řadě také parky Homolka a Papírenský park. Podél řeky Radbuzy vede upravená cyklostezka. Zdravotnické služby pokrývá zejména II. poliklinika na Francouzské třídě. V obvodu sídlí také množství průmyslových podniků – z nejznámějších jmenujme zejména likérku STOCK Božkov nebo Západočeskou plynárenskou.
Vozovna Slovany je zázemím pro všechny plzeňské tramvaje. Městskou hromadnou dopravu zajišťují tramvajové linky. Pro Božkov a západní část Slovan je podstatná trolejbusová doprava, která obstarává také i spojení z centra a Doudlevec; pokračuje také přes náměstí Milady Horákové po Nepomucké třídě až do Černic. Z autobusových linek jmenujme spojení do Borských polí, na sídliště Bory, Slovan, Lobez, Doubravky, Bolevce a Košutky, bez průjezdu centrem. Existují také i meziměstské linky, které jezdí například do Starého Plzence. Na území obvodu jsou dvě železniční stanice – Plzeň hlavní nádraží a Plzeň-Koterov, která od roku 2022 není určena pro přepravu cestujících, a také zastávka Plzeň-Slovany.

## Radnice
Výstavba radnice se datuje na léta 1998–1999. Pro svoji osobitou architekturu byla radnice oceněna titulem „Stavba roku“ 1999. Koncepce této stavby je navržena tak, aby byl zachován soulad s okolní zástavbou, která je charakteristická hranolovitými tvary socialistické výstavby. Radnice svojí architekturou vyjadřuje ale i odkaz na demokracii první republiky a předválečný funkcionalismus. Na omítce budovy se objevuje bílá barva a kovově modré rámy. Dominantu tvoří věž, kterou na vrcholu zdobí ušlechtilé hodinové ústrojí s v noci prosvětleným kyvadlem.

## Obyvatelstvo
| 1869 | 1880  | 1890  | 1900  | 1910  | 1921  | 1930  | 1950  | 1961   | 1970   | 1980   | 1991   | 2001   | 2011   | 2021   |
| ---- | ----- | ----- | ----- | ----- | ----- | ----- | ----- | ------ | ------ | ------ | ------ | ------ | ------ | ------ |
| 925  | 1 073 | 1 378 | 2 004 | 2 857 | 3 032 | 4 365 | 5 414 | 45 890 | 49 112 | 42 041 | 35 907 | 34 794 | 35 431 | 36 000 |

## QRpedia na území obvodu Plzeň 2

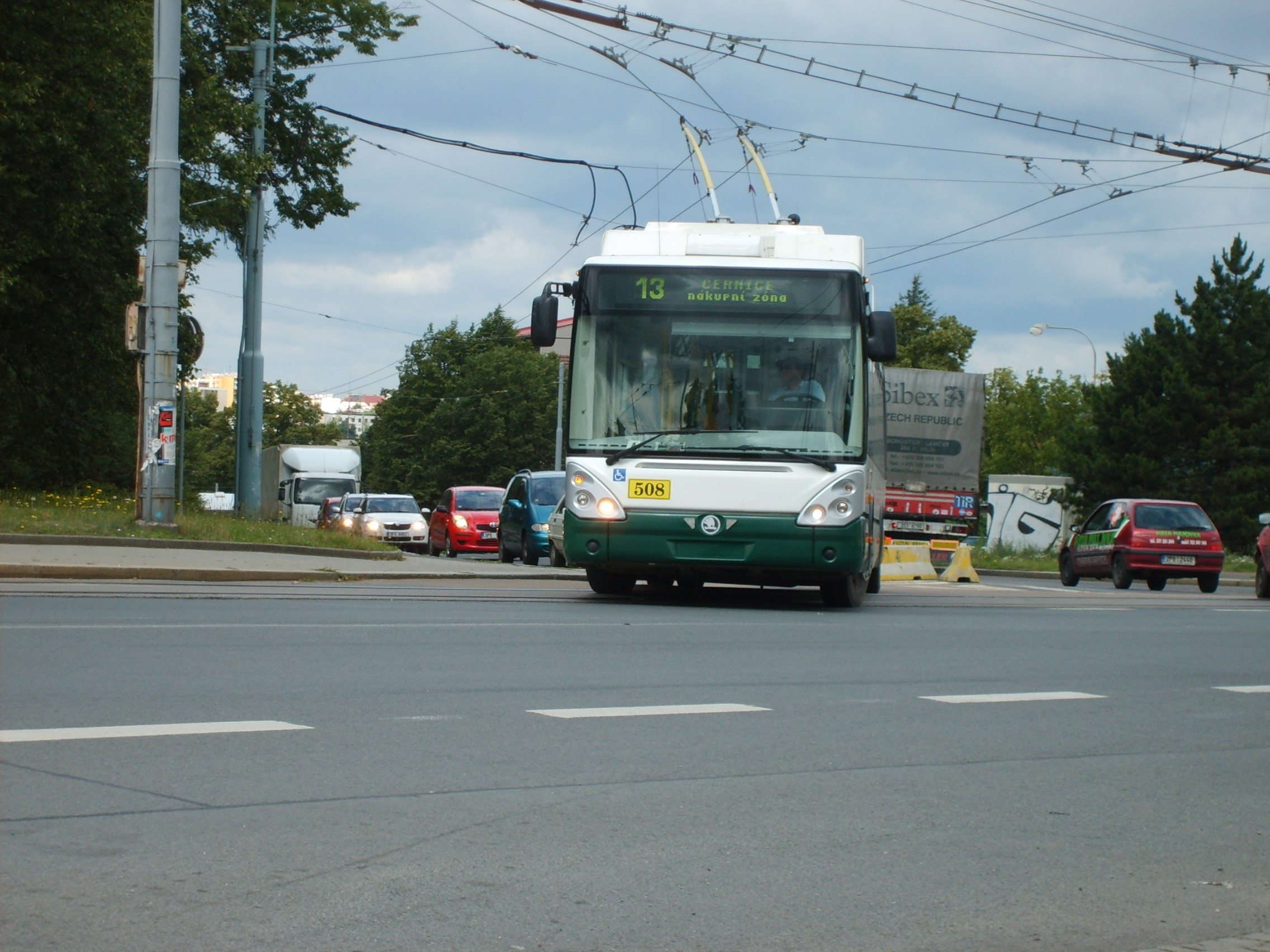
Trolejbus linky č. 13 přijíždí na náměstí Milady Horákové

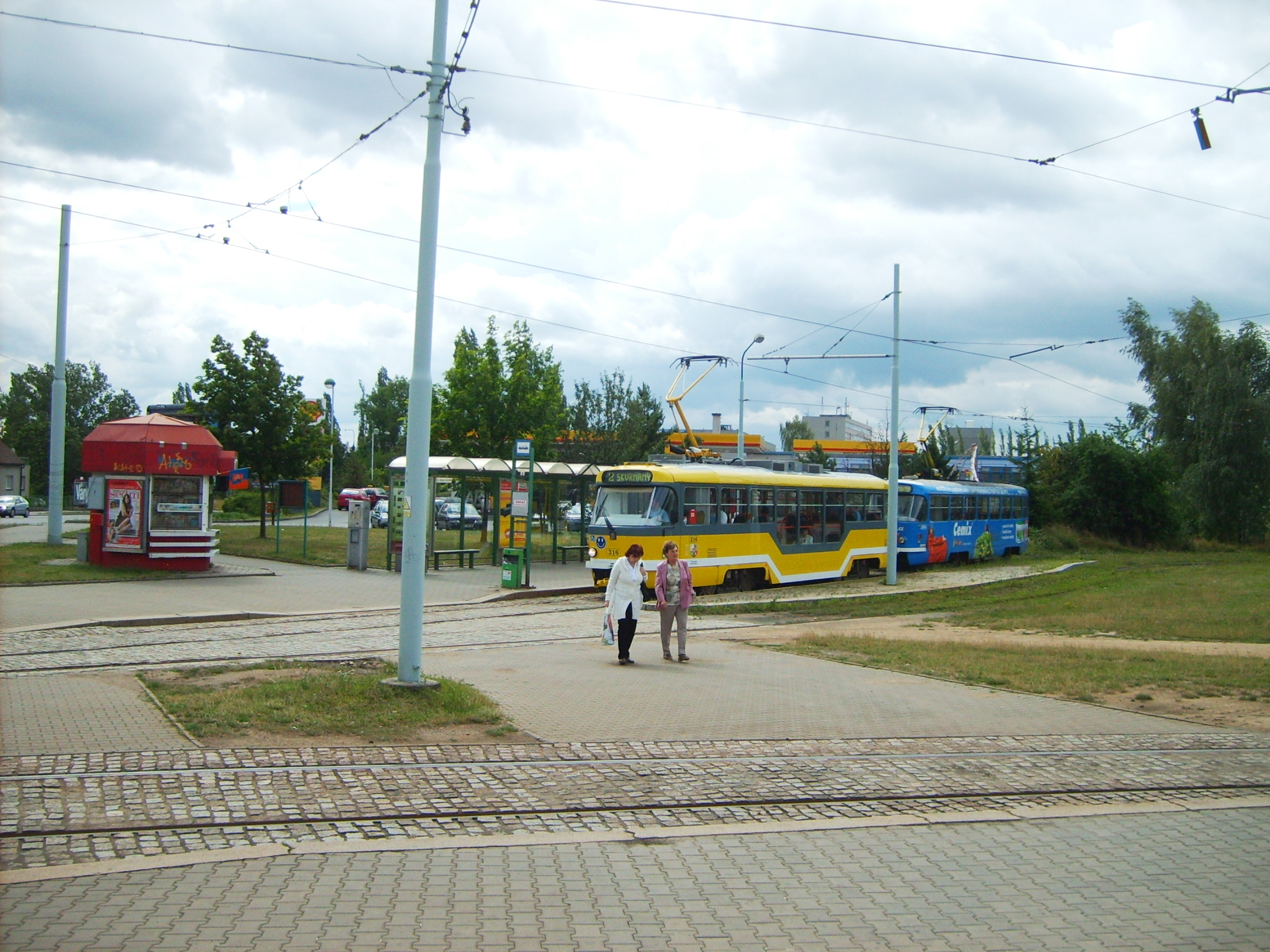
Konečná Světovar tramvajové linky č. 2 nedaleko vozovny Slovany

V prosinci 2013 městský obvod Plzeň 2 instaloval na významné budovy tabulky s kódy QRpedie.  Celkem je k 27. listopadu 2013 instalováno 23 tabulek:
1. Božkov
2. Koterov
3. Hradiště - osada
4. Plzeň hlavní nádraží
5. Porodnice Slovany
6. Plzeň 2-Slovany
7. Plavecký bazén Slovany
8. Pivovar Světovar
9. Papírna Slovany
10. Církevní gymnázium Plzeň
11. Gymnázium Plzeň, Mikulášské nám. 23
12. Kostel svatého Mikuláše
13. Mikulášský hřbitov
14. Kostel Nejsvětějšího Jména Ježíš
15. Kostel Panny Marie Růžencové
16. Kaplička Koterov - na návsi
17. Kaplička Koterov "Na Hradčanech"
18. Kaple v Hradišti
19. Škoda sport park Plzeň
20. Chvojkovy lomy
21. Pomník padlým za svobodu, mír a demokracii
22. Bývalá Bartelmusova továrna
23. Cingroš (továrna)